# Gesamtschule

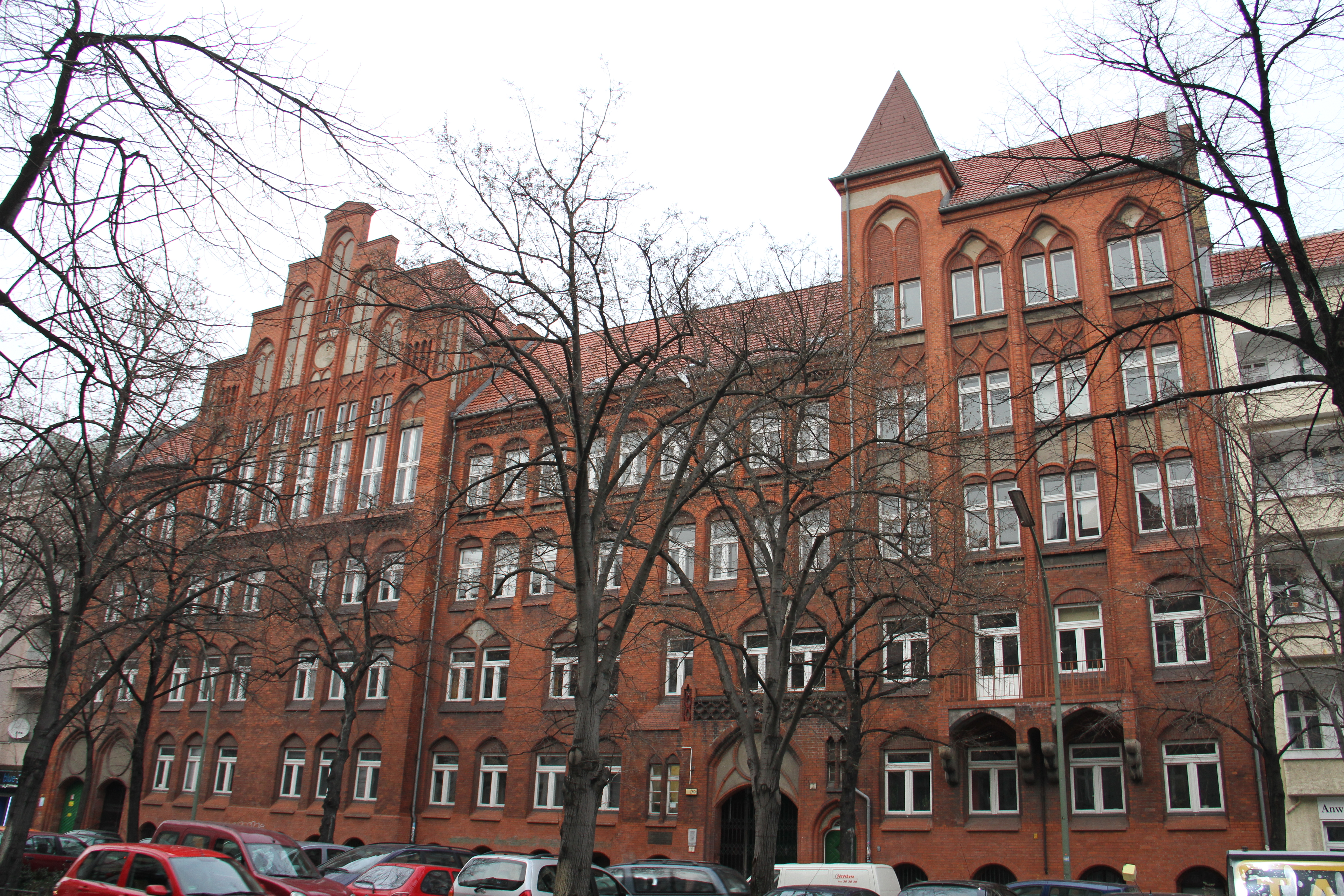
Gebäude der Karl-Marx-Schule (Berlin-Neukölln), die erste staatlich integrierte Gesamtschule in Deutschland

Die Gesamtschule ist eine Schulform, bei der die Differenzierung zwischen den möglichen Bildungsgängen (Hauptschule, Realschule, Gymnasium) innerhalb einer Schule vorgenommen wird bzw. verschiedene Bildungsgänge an ein und derselben Schule angeboten werden. Bei diesem Schultyp wird in Deutschland zwischen integrierten und kooperativen Gesamtschulen  unterschieden. Dabei umfasst der gymnasiale Bildungsgang an einer Gesamtschule nicht immer im Anschluss an die 10. Klasse die gymnasiale Oberstufe.

## Gesamtschulen im deutschsprachigen Raum

### Deutschland
Die Gesamtschule in Deutschland ist eine weiterführende Schule, die Kinder nach der Grundschule mindestens bis zur 9. oder 10. Klasse besuchen können. Sie ist in mehreren Bundesländern eine Alternative zum traditionellen dreigliedrigen Schulsystem (mit Hauptschule, Realschule, Gymnasium) geworden. Der wesentliche Unterschied zum herkömmlichen Schulsystem besteht darin, dass in der Gesamtschule die Differenzierung nach Leistungsstärke stattfindet, die Schüler also nicht auf verschiedene Schulen verteilt werden. Eine Gesamtschule bietet auch die verschiedenen Schulabschlüsse (Hauptschulabschluss, Mittlere Reife, Berechtigung zur gymnasialen Oberstufe) an. Nach der 10. Klasse kann auf die Gesamtschule die gymnasiale Oberstufe folgen, während ein Teil der Schüler in berufliche Ausbildungsgänge außerhalb der Gesamtschule wechselt.

#### Integrierte und Kooperative Gesamtschulen
Unterschieden werden Integrierte Gesamtschulen (IGS) und Kooperative Gesamtschulen (KGS), auch additive Gesamtschulen genannt. In der Integrierten Gesamtschule werden die Schüler nur in einzelnen Fächern nach Leistung und Anforderungen in verschiedene Kurse aufgeteilt. In der Kooperativen Gesamtschule gibt es nebeneinander Klassen des Hauptschul-, Realschul- und Gymnasialzweiges. Lediglich einzelne Fächer wie Sport werden gemeinsam unterrichtet.

Stellung der Gesamtschule im deutschen Bildungssystem

#### Einheitsschule
Wird die Gesamtschule nicht neben dem dreigliedrigen Schulsystem, sondern als alleinige Schulform mindestens bis zur 9. Klasse etabliert, wird von einer Einheitsschule gesprochen. Die ursprüngliche Idee vieler Schulreformer in Deutschland, so zum Beispiel von Fritz Karsen in der Weimarer Republik mit seinem Reformprojekt Karl-Marx-Schule oder nach dem Zweiten Weltkrieg Fritz Hoffmann an der Fritz-Karsen-Schule, war hierauf gerichtet. Realisiert wurde sie in Form der Polytechnischen Oberschule mit Einschränkungen (Spezialschulen) in der DDR.

#### Zwei-Wege-Modell
Faktisch aber ist es bis heute nur zur Einrichtung von Gesamtschulen zusätzlich zu den bestehenden Schulformen gekommen, wodurch sich die Gliederung des Schulsystems noch erweitert hat. In vielen Bundesländern ist neben dem Gymnasium die integrative Sekundarschule eingerichtet worden, die eine Zusammenlegung von Hauptschule, Realschule und Gesamtschule vornimmt und für die geeigneten Schüler eine eigene Oberstufe führt. Der Bildungsforscher Klaus Hurrelmann hat dies das Zwei-Wege-Modell des weiterführenden Schulsystems genannt, das faktisch eine Umsetzung der Gesamtschule neben dem weiter bestehenden Gymnasium darstellt. Wenn eine gymnasiale Laufbahn bereits in der Sek. I integriert ist (Baden-Württemberg, Saarland, Schleswig-Holstein), besteht eine Gemeinschaftsschule, die Schülern von der Grundschule an die Möglichkeit gibt, ihre gesamte Schullaufbahn bis zum Abitur in einer einzigen Schule zu verbringen. Waldorfschulen oder andere Alternativschulen sind ebenso in der Regel Gesamtschulen.

#### Statistik 2016/17
Im Schuljahr 2016/17 besuchten von 4,1 Mio. deutschen Schülern im Sekundarbereich I 34 % ein Gymnasium, 21 % waren Realschüler und 10 % besuchten eine Hauptschule. 18 % der Schülerschaft besuchten eine Integrierte Gesamtschule, 13 % Schularten mit mehreren Bildungsgängen. Die meisten Gesamtschüler gab es prozentual in Bremen und im Saarland, die wenigsten in Mecklenburg-Vorpommern und Bayern. Der Wechsel in der 5. Klasse auf Gesamtschulen nahm dabei zu, vor allem in Bremen, Schleswig-Holstein und NRW.
20 % der Schulabgänger ohne Hauptschulabschluss besuchten eine Hauptschule, 13 % eine Integrierte Gesamtschule, 10 % eine Schulart mit mehreren Bildungsgängen und 3 % eine Realschule. Gesamtschulen weisen einen hohen Anteil ausländischer Schüler auf, 22 % der ausländischen Schüler besuchten im Schuljahr 2016/2017 eine Integrierte Gesamtschule, 18 % ein Gymnasium im Sekundarbereich I, 17 % eine Realschule und 11 % eine Schulart mit mehreren Bildungsgängen.

### Österreich, Schweiz, Liechtenstein
In Österreich gibt es zurzeit – außer Konzepten für Alternativschulen – keine Gesamtschule. Lediglich in Wien bestehen seit 1972 einige Gesamtschulen, die im Rahmen eines Schulversuchs eingerichtet wurden. Dieser Schulversuch war ursprünglich auf zehn bis fünfzehn Jahre geplant, 1986 wurde er jedoch auf unbestimmte Zeit verlängert. Dadurch haben die wenigen Wiener Gesamtschulen jedoch keinen offiziellen Status (sie gelten als Hauptschulen) und könnten auch jederzeit beendet werden. Über eine dauerhafte Einführung der Gesamtschule parallel neben den anderen Schultypen wie Hauptschule und Gymnasium wird jedoch viel diskutiert, ein entsprechender Beschluss wurde aber noch nicht gefasst.
Weder in der Schweiz noch in Liechtenstein gibt es ein entsprechendes Konzept für die Gesamtschule. In der Schweiz wird der Begriff Gesamtschule für die Einklassenschule, also für Kleinschulen im ländlichen Raum, angewendet.

### Südtirol, Ostbelgien, Luxemburg
In Südtirol gilt das italienische Bildungssystem: Dies unterscheidet die Grundschule (fünf Jahre), die Sekundarstufe ersten Grades in der Mittelschule (drei Jahre) sowie zweiten Grades in der Oberschule (fünf Jahre). Grund- und Mittelschule sind dabei als Gesamtschulen konzipiert.
In Belgien (Schulen der deutschsprachigen Gemeinschaft) wird ab dem fünften oder sechsten Lebensjahr eine sechsjährige Primarschule besucht. Weitere sechs Jahre werden auf einer Sekundarschule absolviert, die eine Gesamtschule ist.
In Luxemburg besteht ein differenziertes Schulsystem.

### Ziele
Gesellschaftspolitisch soll das Konzept der Gesamtschule, noch verstärkt als Ganztagsschule, einer Entwicklung entgegenwirken, in der sich Schüler aus unterschiedlich sozialisierten Gesellschaftsgruppen (etwa Akademiker, Arbeiter usw.) frühzeitig fremd werden (Motto: „Miteinander und voneinander lernen, um miteinander leben zu lernen!“). Heranwachsende mit schwachen Leistungen lernen mit und von leistungsmäßig besseren Schülern – und alle gemeinsam lernen, mit Mitmenschen aus allen Schichten umzugehen und diese bei Bedarf auch anzuleiten (Soziale Integration). Dieses Ziel wurde jedoch bisher nur ansatzweise erreicht, da die Gesamtschule zum einen mit dem mehrgliedrigen Schulsystem konkurriert und zum anderen die schichtspezifische Zusammensetzung einer Schulklasse sehr von der Struktur des Einzugsgebietes der Schule (Arbeitersiedlung, wohlhabender Vorort usw.) abhängt. Sie konkurriert mit den verbliebenen Haupt- und Realschulen um die Schüler, mit den Gymnasien trotz gleicher Rechtsregelungen um den Abschluss Abitur. Der ursprünglich beabsichtigte sozialpolitische Effekt steht dabei nur noch am Rand.
Ein bildungspolitisches Ziel der Gesamtschule ist es, im Sinne der Chancengleichheit möglichst vielen Schülern einen höheren Bildungsabschluss zu ermöglichen. Dafür ist eine große Durchlässigkeit im Sekundarbereich I erforderlich, um zu frühe Festlegungen zu vermeiden. Kritiker weisen allerdings auf das häufig reduzierte Leistungsniveau hin. Der Trend zu mehr höheren Bildungsabschlüssen besteht ohnehin auch außerhalb von Gesamtschulen.
Die Schulform der Gesamtschule erfordert wie die Grundschule besondere didaktische Kompetenzen der Lehrer; wenn eine äußere Differenzierung nach Leistung entfällt, muss sich der Unterricht weitaus stärker am Prinzip der Binnendifferenzierung ausrichten. In diesem Punkt waren die Gesamtschulen Schrittmacher der anderen Schulformen.
Einige Bundesländer haben außerdem an vielen Schulen Schulsozialarbeit installiert. Diese und andere Unterstützungen in der Ausstattung von Gesamtschulen sollen helfen, die besonderen Umfeldprobleme dieser Schulart aufzufangen. Schulsozialarbeiter sind mittlerweile aber auch an anderen Schulformen tätig.
Gesamtschulen werden mancherorts weniger aus pädagogischen Gründen als aus kommunalpolitischen und demografischen errichtet: Die Unterhaltung eines gemeinsamen Schulzentrums erscheint gerade kleineren Gemeinden als eine kostengünstige Alternative zum traditionellen System. Der Rückgang der Schülerzahlen erlaubt nicht mehr die Verteilung auf mehrere Schulformen, um ein wohnortnahes Schulangebot zu erhalten. In einer kooperativen (auch additiven) Gesamtschule wird die Zwei- oder Dreigliedrigkeit des Schulsystems nicht aufgehoben. Man erhofft sich vorrangig Synergieeffekte durch diese räumliche oder organisatorische Zusammenlegung. Die ursprüngliche Form des Unterrichtes (gemeinsames Lernen) wird hierbei um mehrere Jahre verkürzt.

## Geschichte
Die Geschichte der Gesamtschule ist, gemessen etwa an der des Gymnasiums, relativ kurz. Die zugrundeliegende Idee, eine Schule für alle Kinder und Jugendlichen einzurichten, unabhängig von ihrer Herkunft, ihren Fähigkeiten und Neigungen und ihrem künftigen Beruf, reicht dagegen weit zurück.

### Frühgeschichte bis 1945
Forderungen, alle Kinder des Volkes in einer Einheitsschule (Gesamtschule) zu unterrichten, lassen sich in Deutschland bis ins 17. Jahrhundert zurückverfolgen. Johann Amos Comenius setzte sich in seinem Werk Große Didaktik, im Unterschied zu zeitgenössischen Forderungen, verschiedene grundständige Schulen – Bauern-, Bürger- und Gelehrtenschulen – einzurichten, für ein einheitliches, in Stufen gegliedertes Schulsystem ein. Den Ausgangspunkt seiner pädagogischen Überlegungen stellte die Gleichheit aller Menschen vor Gott dar.
Die erste ausführliche Konzeption für eine Schule ohne äußere Differenzierung legte 1809 der preußische Leiter der Sektion für Kultus und Unterricht Wilhelm von Humboldt vor, ohne den Begriff Gesamtschule zu benutzen. Das von ihm de facto angeregte humanistische Gymnasium wurde allerdings in sozialer Hinsicht das genaue Gegenteil verkehrt. Weiterhin gab es Mittelschulen, die neben oder nach der Volksschule zu höheren Abschlüssen führten.
Nach dem Ersten Weltkrieg wurde das Schulwesen durch die Weimarer Reichsverfassung von 1919 bzw. 1920 mit dem Reichsgrundschulgesetz festgelegt:
„Die Volksschule ist in den vier untersten Jahrgängen als die für alle gemeinsame Grundschule, auf der sich auch das mittlere und höhere Schulwesen aufbaut, einzurichten.“
Gesonderte Vorschulen mussten danach bis 1925 geschlossen sein; zuvor konnten reiche Eltern ihre Kinder auch zu Hause oder in einer auf das Gymnasium vorbereitenden dreijährigen Vorschule unterrichten lassen. In Österreich gibt es bis heute eine Unterrichtspflicht, jedoch keine Schulpflicht.
Die Karl-Marx-Schule (Berlin-Neukölln) gehört zu den bekanntesten Berliner Reformschulprojekten der Weimarer Zeit. Sie wurde initiiert von dem Reformpädagogen Fritz Karsen, der ab 1921 Direktor des Neuköllner Kaiser-Friedrich-Realgymnasiums war. Diesem gliederte er 1923 Arbeiter-Abiturientenkurse an, die es ermöglichten, das Abitur auf dem zweiten Bildungsweg nachzuholen. 1927 ergänzte er die Schule um eine achtstufige Volksschule. 1929/30 wurde dieser Versuch einer Einheitsschule, die Merkmale einer heutigen Gesamtschule aufwies, in Karl-Marx-Schule umbenannt. Der Anfang der 1930er Jahre erreichte Ausbau der Schule, ihre innere schulische Organisation, rechtfertigt es, von der Karl-Marx-Schule als der ersten staatlichen integrierten Gesamtschule in Deutschland zu sprechen.
Die Odenwaldschule, Heppenheim, war eine integrierte und die älteste Gesamtschule (1910 gegründet). Eine der ersten Gesamtschulen in Deutschland war die Waldorfschule in Stuttgart (1919 gegründet).

### Nach 1945
1947 verordnete der Alliierte Kontrollrat auf amerikanische Initiative den deutschen Besatzungszonen in der Kontrollratsdirektive 54 der Intention nach ein Gesamtschulsystem. Alliierte Bildungsexperten hielten es für zu früh, Kinder bereits nach vier Jahren Grundschule auf verschiedene Schultypen zu verteilen. Sie sahen darin einen der Gründe für die Anfälligkeit der Deutschen für die rassistische NS-Ideologie, denn das gegliederte Schulsystem löse bei einer kleinen Gruppe ein Überlegenheits- und bei der Mehrzahl der Schüler ein Minderwertigkeitsgefühl aus. Doch gelang es den deutschen Bildungspolitikern, durch eine verzögerte Umsetzung wieder stärker an die Weimarer Schultradition anzuknüpfen.
Im Bildungssystem der DDR wurde dagegen die Einheitsschule wie in allen Ostblockstaaten durchgesetzt, die von der SED zur einheitlichen Erziehung zum sogenannten sozialistischen Menschen genutzt wurde. Sie reichte von der Grundschule (Unterstufe) bis zur 8. Klasse oder ab spätestens 1984 bis zur 10. Klasse in der polytechnischen Oberschule (POS). Die erweiterte Oberschule (EOS), die nur gut 10 Prozent der Schüler in vier oder zwei Jahren zum Abitur führte, schloss sich erst ab der 9. Klasse oder ab der 11. Klasse an.
Die älteste und erste Gesamtschule in der Bundesrepublik Deutschland ist das Schuldorf Bergstraße im hessischen Seeheim-Jugenheim. Die Schule nahm den Unterricht am 3. Mai 1954 auf. Die Schule ist bis heute eine kooperative Gesamtschule.
In Hessen hat die 1955 gegründete kooperative Gesamtschule Kirchhain erstmals den Namen getragen. Den Begriff Gesamtschule hat 1963 auch als Abgrenzung zur sozialistischen Einheitsschule in der DDR der West-Berliner Schulsenator Carl-Heinz Evers (SPD) geprägt.
Die Kritik am gegliederten Schulsystem der Bundesrepublik und positive Erfahrungen mit ausländischen Schulreformen, vor allem in England und Schweden, führten um 1965 zur Wiederaufnahme der Diskussion. Zugleich war der Blick auf die Schulsysteme in den USA, der Sowjetunion und der DDR gerichtet. Nicht nur eine Veränderung der Struktur des Schulsystems, sondern auch der Unterrichtsprinzipien, der Unterrichtsmethoden sowie der Bildungsziele und -inhalte wurden gefordert. Die Reformwünsche zielten einerseits auf mehr Modernisierung, andererseits auf mehr soziale Gerechtigkeit. Integration benachteiligter Gruppen anstatt Aussonderung war das Ziel.
Der Deutsche Bildungsrat forderte 1969 die Einrichtung von Schulversuchen mit Gesamtschulen, um die anstehenden gesellschaftspolitischen Entscheidungen über die Strukturveränderungen der Schule auf wissenschaftlich begleitete und kontrollierte Versuche stützen zu können. In Westdeutschland und West-Berlin wurden staatliche Gesamtschulen schon ab 1968 (Walter-Gropius-Schule) in Berlin-Gropiusstadt und 1969 im sauerländischen Kierspe sowie seit den 1970er Jahren in den meisten Bundesländern eingerichtet.

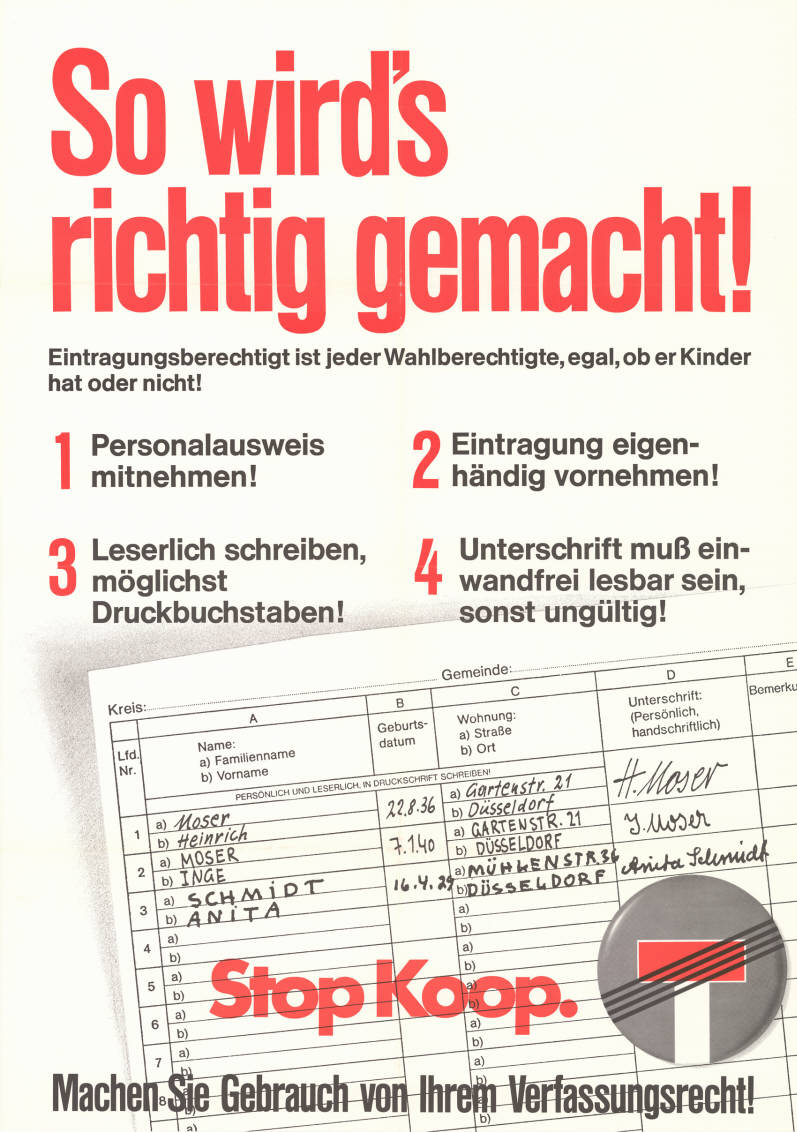
CDU-Plakat zur NRW-Volksabstimmung

Wurde anfangs der Beschluss des Bildungsrates noch von CDU-Politikern mitgetragen, so kam es in den folgenden Jahren doch zu einem Schulkampf zwischen CDU und SPD. Dies hatte mit der zeitgleichen Machtverschiebung im Bund und den Ländern zugunsten der SPD zu tun. Diese Partei machte in den 1970er Jahren die Gesamtschule zum schulreformerischen Kernstück ihrer Politik. Daraufhin expandierte die Gesamtschule, was in Gymnasien und bei – nicht nur konservativen – Politikern auf Ablehnung stieß.
Ein Höhepunkt dieses Konfliktes war 1978 der Versuch der SPD/FDP-Landesregierung in Nordrhein-Westfalen, die kooperative Gesamtschule flächendeckend einzuführen. Die oppositionelle CDU, die Mehrzahl von Lehrer- und Elternverbänden sowie die Kirchen veranstalteten Großkundgebungen und Flugblattaktionen. Es bildete sich die Initiative Stoppt das Schulchaos, die vom 16. Februar bis 1. März 1978 mehr als 3,6 Millionen Unterschriften gegen die kooperative Gesamtschule sammelte und so die erforderliche 20-Prozent-Hürde für ein Volksbegehren weit übertraf. Die Schulreform wurde so verhindert. 
Die KMK sah 1972 vor, nach zehn Versuchsjahren zu entscheiden, ob die Gesamtschule das bessere Konzept sei: Im positiven Fall sollte sie als alleinige Schulform eingeführt werden. Die Bewertung blieb jedoch strittig. 1982 endete der Schulversuch Gesamtschule. Je nach parteipolitischer Ausrichtung der Regierung der einzelnen Bundesländer wurden diese Versuche als erfolgreich angesehen oder für gescheitert erklärt (Studie von Helmut Fend).
Drei Beispiele: Berlin baute die Gesamtschule zur Regelschule aus, Bayern löste fast alle Gesamtschulen bis 1993 auf, hat diese aber seitdem als „Schulen besonderer Art“ mit gleichem Konzept weiter betrieben. In Nordrhein-Westfalen entwickelte sich eine gemischte Schullandschaft, in der ein mehrgliedriges System neben vielen Gesamtschulen existiert.
Am 28. Mai 1982 vereinbarte die Kultusministerkonferenz die Rahmenvereinbarung für die gegenseitige Anerkennung von Abschlüssen an integrierten Gesamtschulen, d. h., dass Gesamtschulabschlüsse auch in Bundesländern anerkannt werden, die das Modell Gesamtschule nicht fortgeführt haben (z. B. Bayern). Dies gilt auch für das Abitur an Gesamtschulen. Die Bundesländer, die diese Schulform ablehnen, fürchteten, die für das dreigliedrige System geltenden Niveaus könnten unterlaufen werden. Lernziele und Lerninhalte müssen laut KMK-Vereinbarung den jeweiligen Anforderungen des nach Schularten gegliederten Schulwesens entsprechen. Gesamtschulen sind daher gezwungen, ab der 7. Klasse unterschiedliche Niveaugruppen einzurichten mit einer Leistungsdifferenzierung in den Fächern Deutsch, Englisch und Mathematik, die mit der 2. Fremdsprache zusammen gut die Hälfte der Unterrichtszeit ausmachen. Damit war die ursprüngliche Gesamtschulidee kaum noch zu erkennen.

### Nach 1990
Neue Gesamtschuldiskussionen löste Anfang der 1990er Jahre die deutsche Wiedervereinigung aus: Während westdeutsche Gesamtschulbefürworter hofften, die bereits vorhandenen Einheitsschulen der DDR in Gesamtschulen umzuwandeln, forderten Teile der ostdeutschen Bevölkerung das dreigliedrige Schulsystem. Die Einheitsschule der DDR hatte dort also nicht die einhellige Zustimmung erreicht. So kam es nur in Brandenburg infolge der Landespartnerschaft mit dem von der SPD regierten Nordrhein-Westfalen zu einer quantitativ bedeutsamen Einführung der Gesamtschule. Sachsen und Thüringen haben nach der Wende 1990 ein zweigliedriges Schulsystem eingeführt, in dem Haupt- und Realschulen zusammengelegt wurden als Mittelschule bzw. als Regelschule. Mecklenburg-Vorpommern hat dies später ebenso gemacht unter der Bezeichnung Regionale Schule, Brandenburg unter der Bezeichnung Oberschule.

Bundesländer mit teilintegrativen Gesamtschulen 2010 (ohne gymnasialen Zweig)

Im Saarland ist als erstem westdeutschen Bundesland mit Einführung der Erweiterten Realschule die Hauptschule abgeschafft worden, 2012 wurde die Gemeinschaftsschule eingeführt. Bereits 1997 etablierte Rheinland-Pfalz die Regionalen Schulen. Diese wurden ab dem Schuljahr 2009/10 umgewandelt und die restlichen Haupt- und Realschulen zur Realschule plus zusammengelegt. Auch Hamburg führte mit Stadtteilschulen statt Haupt- und Realschulen 2009 ein zweigliedriges System (das so genannte Zwei-Säulen-Modell) ein, in das auch die bestehenden Gesamtschulen eingingen. Allerdings bleibt es bei den drei traditionellen Abschlüssen und daneben eigenständigen Gymnasien. Bayern hat dagegen am 1. August 2000, nach Erprobung der Methode, noch den jahrzehntelang üblichen gemeinsamen Unterricht von Haupt- und Realschülern in der 5. und 6. Klasse abgeschafft.
In Berlin, Brandenburg und Mecklenburg-Vorpommern besteht außerdem in der 5. und 6. Klasse eine gesamtschulartige Orientierungsstufe, in der die Kinder zusammen unterrichtet werden. Ausnahmen für die Einrichtung von 5. Klassen an Gymnasien sind selten. Niedersachsen hat dagegen die 1973 eingeführte gemeinsame Orientierungsstufe zum 1. August 2004 unter Kultusminister Busemann (CDU) wieder abgeschafft, nachdem schon Ministerpräsident Sigmar Gabriel (SPD) die Orientierungsstufe kritisiert hatte; Bremen folgte unter der Großen Koalition 2005.

## Gesamtschulen im Schulsystem

### Schülerschaft
Die Schülerschaft vieler Gesamtschulen spiegelt nicht das gesamte Leistungsspektrum eines Jahrgangs wider, weil ein Teil der leistungsstärkeren Kinder zunächst nach der 4. oder 6. Klasse an die Gymnasien wechselt. Das Max-Planck-Institut für Bildungsforschung kam einerseits zum Fazit, dass die Leistungen an den Gesamtschulen deutlich schlechter sind als an Gymnasien, was bei Durchschnittswerten zu erwarten ist, solange die Gymnasien mit einer ausgewählten Schülerschaft arbeiten. Andererseits hatten ca. 70 % der erfolgreichen Abiturienten an Gesamtschulen keine Gymnasialempfehlung (NRW; Zahlen aus 2009), schnitten also besser ab als prognostiziert. Zum Beispiel in der Gelsenkirchener Gesamtschule Berger Feld schafften seit 1969 viele den schulischen Aufstieg gegen die Prognose.
Gesamtschulen werden meistens von Schülern mit Hauptschul- oder Realschulempfehlungen besucht. Auch die Inklusion von behinderten Schülern ist zunehmend relevant geworden, zumal Gesamtschulen anders als die Gymnasien diese nicht ablehnen dürfen. Die Schulen spiegeln in der Regel die Bevölkerungsstruktur des Einzugsgebietes (darunter den Anteil von Schülern mit Migrationshintergrund) wider.
Nach einigen Berichten gilt dies nicht für alle Gesamtschulen. So kann etwa die populäre Helene-Lange-Schule (Wiesbaden) sich die Kinder mit Gymnasialempfehlung und ohne Migrationshintergrund aussuchen. Auch berichtet der Bildungsforscher Frank-Olaf Radtke, dass die Schule Kinder mit Migrationshintergrund benachteilige, indem sie den Anteil von Kindern mit Migrationshintergrund möglichst gering halte. Die Schule verfolge eine „Creaming-Strategie“. „Frei übersetzt heißt das: Sie pickt sich die Rosinen heraus. Wenn die Plätze knapp sind, würden solche Schüler ausgewählt, mit denen man erwartet, in Konkurrenz zu den Gymnasien erfolgreich arbeiten zu können.“. Hierzu fehlen empirische Daten.

### Debatten über die Schülerleistungen
Auftrieb erhielt die Diskussion, wie leistungsfähig die Gesamtschule ist, als die PISA-Studien-Werte 2000/2003 für deutsche Gesamtschulen deutlich schlechter ausfielen als etwa von Realschulen. Einige Wissenschaftler führten dies auf die Schülerzusammensetzung zurück, weil die leistungsfähigeren Schüler auf Realschulen und Gymnasien wechseln würde (der oben genannte „Creaming-Effekt“). Zudem können Gesamtschulen – im Gegensatz zu Realschulen und Gymnasien – nicht abschulen.
Tatsächlich weisen Schüler, die auf das Gymnasium übertreten, von Anfang an eine höhere durchschnittliche Intelligenz auf als ihre Altersgenossen, die auf die Gesamtschule übertreten. Des Weiteren konnte gemessen werden, dass ein Intelligenzunterschied, obwohl es ihn bei Schülern der siebten Klasse noch nicht zwischen Gesamtschülern und Realschülern gab, in der zehnten Klasse zugunsten der Realschüler existiert. Vermutlich liegt das daran, dass leistungsschwache Realschüler häufiger als leistungsschwache Gesamtschüler die Schulform wechseln. Es wäre demnach unrealistisch, vom Durchschnitt der Gesamtschüler ähnliche Messwerte und Leistungen zu erwarten wie vom Durchschnitt der Realschüler oder Gymnasiasten. Bedenklich ist jedoch, dass Gesamtschüler noch weniger Kompetenzen erlangen, als aufgrund ihrer Intelligenz zu erwarten wäre (wie etwa bei der BIJU-Studie festgestellt). Die Gesamtschule schöpft also das kognitive Potential ihrer Schülerschaft nicht voll aus. Angesichts der Ergebnisse in Gesamtschulen anderer Länder wie Finnland gibt es ein klares Defizit.
Dem wird vereinzelt entgegengehalten, dass mit die besten PISA-Werte auch an einigen deutschen Gesamtschulen erreicht wurden (etwa Helene-Lange-Schule (Wiesbaden)) oder an der Laborschule Bielefeld; dieser Darstellung hat jedoch das Max-Planck-Institut für Bildungsforschung widersprochen. Umgekehrt gibt es umstrittene (siehe Diskussion unten) Untersuchungen, die den deutschen Gesamtschulen eine bessere Förderung von schwachen Schülern als im gegliederten System bescheinigen. In den Gesamtschulen wird seit PISA stärker über effizienten und nachhaltigen Unterricht nachgedacht, zumal viele Bundesländer zum Zentralabitur übergehen, das alle Schüler mit gleichen Aufgaben überprüft. Die ersten Ergebnisse des Zentralabiturs in Nordrhein-Westfalen für das Schuljahr 2009 zeigen, dass Gesamtschüler bei den zentralen Prüfungen schlechter abschnitten als Gymnasiasten. So erreichten Gymnasiasten zum Beispiel 8,8 Punkte bei der Mathematikprüfung, Gesamtschüler 5,7 Punkte und Schüler von Weiterbildungskollegs 4,6 Punkte. Die Gymnasiasten haben sich somit im Vergleich zu ihrer Vorbenotung durch die Schule leicht verbessert, die Gesamtschüler und Schüler von Weiterbildungskollegs hingegen verschlechtert. Da das Abschneiden bei den zentralen Prüfungen jedoch nur einen kleineren Teil der Abiturnote ausmacht, unterschieden sich die Noten von Gesamtschülern und Gymnasiasten kaum.
Die bundesweite Einführung der nationalen Bildungsstandards für den Mittleren Abschluss in den Fächern Deutsch, Englisch und Mathematik sowie den Naturwissenschaften in den Jahren 2004 bzw. 2005 und der Vergleichsarbeiten, die in allen Schulformen gleich sind, sollten die Leistungen steigern. Die Gesamtschulen müssen sich jetzt ständig einem Vergleich mit anderen Schulformen stellen.

### Gegenwärtige Gesamtschulkonzepte
Integrierte Gesamtschulen (in Nordrhein-Westfalen, Niedersachsen, Rheinland-Pfalz, Hessen, Thüringen, Schleswig-Holstein und im Saarland) unterrichten die Kinder zunächst ab Klasse 5 unabhängig vom Leistungsstand in völlig heterogenen Klassen. Beginnend mit Klasse 7 werden in den Kernfächern (Deutsch, Mathematik, Englisch) meist Differenzierungskurse (so genannte Erweiterungs- und Grundkurse / E- oder G-Kurs) eingerichtet. In welchen weiteren Fächern (Naturwissenschaften) die Kurse eingerichtet werden, entscheidet jeweils die Schulkonferenz.
Bei Hamburger Integrierten Gesamtschulen lautete bis zur Überführung in Stadtteilschulen die Bezeichnung bisher I- und II-Kurs (gesprochen Einser- bzw. Zweierkurs), wobei der I-Kurs den Leistungen des Gymnasiums entsprach, der II-Kurs dem Niveau von Haupt- und Realschule. Daneben existierte ein sogenannter Liftkurs mit der Bezeichnung I.II (sprich Eins-Zweier) mit der Funktion, leistungsstärkeren II-Kurs-Schülern den Übergang auf das Gymnasialniveau des I-Kurses zu ermöglichen. Seit 2011 ist die Benotung mit G- und E–Noten angepasst worden.
Manche Gesamtschulen haben zudem ab Klasse 9 ein Profil eingeführt. Sie bilden organisatorisch neue Klassen nach der Anzahl der E-Kurse, die die Jugendlichen zu diesem Zeitpunkt belegt haben. Berücksichtigt werden zudem auch die Talente sowie bestehende Freundschaften.
Um feste Bezugspersonen für die Schüler zu gewährleisten, praktizieren manche Gesamtschulen das Team-Kleingruppen-Modell, bei dem ein fester Stamm von Lehrkräften eine einzelne Klasse über mehrere Jahre begleitet. Ein ähnliches Modell ist die Umbenennung der ursprünglichen Klassenlehrer nach Einführung der Kursdifferenzierung in der Klasse 7 in Tutoren, die einmal am Tag eine Tutorialstunde (TUT, meist letzte Stunde des Tages) bzw. Organisationszeit (OZ, um Mittag herum) im Rahmen der ursprünglichen Klassen leiten, wobei zumeist Handzettel und Mitteilungen der Schulleitung, Schulkonferenz oder Elternvertretung bzw. die hauseigene Schulzeitung verteilt werden.
Mit diesen konzeptionellen Erweiterungen der ursprünglichen Gesamtschulidee reagieren die deutschen Gesamtschulen auf die sich verändernde Arbeitsmarktsituation und die neuen Lebensbedingungen der Jugendlichen. Angeboten wird mehr Ganztagsförderung, und zwar in Lerngruppen, die eine Binnendifferenzierung noch erfolgversprechend machen. Ab Klasse 9 zeigen sich in der Praxis so große Leistungsunterschiede, dass eine sinnvolle Binnendifferenzierung kaum noch planbar ist. Empirische Untersuchungen dazu fehlen allerdings. Erst hier trennt die Gesamtschule die Jugendlichen – wie in den Schulen der meisten Nachbarländer.

### Kontroversen über die sozialen Wirkungen
Die Meinungen über die Gesamtschule liegen weit auseinander. Daher ist die Gesamtschule auch in den einzelnen Bundesländern, mit ihren unterschiedlichen politischen Mehrheiten und Traditionen, unterschiedlich weit verbreitet.
- Befürworter betonen, dass die – sozial und der Bildung nach – schwächeren Schüler besonders zu fördern seien und sie daher möglichst lange mit den starken Schülern gemeinsam lernen sollten. Dies habe auch positive Rückwirkungen auf die starken Schüler und letztlich die gesamte Gesellschaft. Stärker als andere Schulformen steigere die Gesamtschule die sozialen Fähigkeiten der Schüler. Diese Auffassung wird vor allem von der politischen Linken (SPD, Grüne, Die Linke) vertreten und dominiert anscheinend auch unter Erziehungswissenschaftlern. Auch Handwerksverbände wie der Zentralverband des Deutschen Handwerks und der Westdeutsche Handwerkskammertag forderten um 2002 eine neunjährige Basisschule für alle.[32]
- Befürworter der Gesamtschule kritisieren das mehrgliedrige Schulsystem aus der Sorge, dieses vermittle ausgerechnet den leistungsschwächeren Hauptschülern nicht mehr die für eine erfolgreiche Berufstätigkeit notwendigen Fähigkeiten.[33] Zudem wird eine mangelnde Förderung der Intelligenz befürchtet, weil gezeigt werden konnte, dass bei Kontrolle der Ausgangsleistung im Intelligenztest Gymnasiasten ihre Intelligenz weit stärker steigern konnten als Schüler, die eine andere Schulform besuchten. So hätten die Schüler auf den nichtgymnasialen Schulformen schlechtere Entwicklungschancen.[34]
- Gesamtschulgegner sind der Auffassung, dass das gemeinsame Lernen den unterschiedlich begabten Schülern nicht gerecht werde: Die schlechten werden über-, die guten unterfordert, die schlechten „zögen“ die guten „herab“.
- Für Gegner ist auch die Größe vieler Gesamtschulen (fünf oder sechs Klassen nebeneinander) nachteilig, die wegen des komplizierteren Kurssystems unvermeidlich sei.

Die PISA-Studien zeigen für Gesamtschulen differenzierte Ergebnisse: Hongkong, das im Schwerpunkt Mathematik den Spitzenplatz errungen hat, hat ein dreigliedriges Schulsystem. In Großbritannien gibt es zwar fast nur Gesamtschulen, allerdings auch ein stark entwickeltes Privatschulwesen. Dagegen gehen in den skandinavischen Ländern alle Schüler in die gleiche Schulform. Schaut man detaillierter in die Schullandschaften der Länder mit Einheitsschulsystemen, so fällt jedoch auf, dass sich unter dem Begriff Gesamtschule auch sehr unterschiedliche Schulen finden. In Finnland z. B. muss jede Schule dem örtlichen Bedarf entsprechend ihr eigenes Schulprofil entwerfen. Begabtenkurse werden ab Klasse 3 angeboten. Auf diese Weise entstehen Schulen, die sich im Leistungsniveau so stark unterscheiden, dass einige mit deutschen Hauptschulen, andere eher mit deutschen Gymnasien vergleichbar sind. Durch die freie Schulwahl sortieren sich die Schülerströme so, dass deutlich homogenere Klassen entstehen, als der Begriff Gesamtschule impliziert.
Mit der Gesamtschule war die Hoffnung verknüpft, dass dort die Bildung weniger stark von der sozialen Herkunft abhänge. Bei der Analyse der PISA-Ergebnisse fiel auf, dass die Testleistung auf der Gesamtschule am stärksten von der sozialen Herkunft abhängt und auf dem Gymnasium am wenigsten. Bei diesen Daten handelt es sich allerdings wahrscheinlich um ein statistisches Artefakt. Die Ergebnisse zeigen außerdem, dass die Hauptschule die förderschwächste Schule ist.
| PISA-Testleistung (gemessen in „Kompetenzpunkten“)                                                             | PISA-Testleistung (gemessen in „Kompetenzpunkten“) | PISA-Testleistung (gemessen in „Kompetenzpunkten“) | PISA-Testleistung (gemessen in „Kompetenzpunkten“) | PISA-Testleistung (gemessen in „Kompetenzpunkten“) |
| Schulform | „Sehr niedrige“ soziale Herkunft                   | „Niedrige“ soziale Herkunft                        | „Hohe“ soziale Herkunft                            | „Sehr hohe“ soziale Herkunft                       |
| --- | -------------------------------------------------- | -------------------------------------------------- | -------------------------------------------------- | -------------------------------------------------- |
| Hauptschule | 400                                                | 429                                                | 436                                                | 450                                                |
| Integr. Gesamtschule                                                                                           | 438                                                | 469                                                | 489                                                | 515                                                |
| Realschule | 482                                                | 504                                                | 528                                                | 526                                                |
| Gymnasium | 578                                                | 581                                                | 587                                                | 602                                                |
| PISA 2003 – Der Bildungsstand der Jugendlichen in Deutschland – Ergebnisse des 2. internationalen Vergleiches. |                                                    |                                                    |                                                    |                                                    |

Gleichzeitig führen Gesamtschulen dennoch (in gewissem, für die immer noch Befürworter enttäuschenden Umfang) Kinder aus bildungsfernen Schichten einer höheren Schulbildung zu. So ist an Gesamtschulen der Trend zu einem höherwertigen Sekundar-I-Abschluss (Mittlere Reife statt Hauptschulabschluss) etwas ausgeprägter. Auch bescheinigen Bildungswissenschaftler den Gesamtschulen, dass diese für solche Kinder einen wichtigen zum Gymnasium alternativen Zugang zum Abitur bieten.
Der Anteil der Hauptschul- bzw. Realschulempfohlenen, die an einer Gesamtschule Abitur machen, ist weit höher als am Gymnasium. Kritisch muss hierbei jedoch angemerkt werden, dass eine Vergleichbarkeit der Qualität des an Gymnasien und an Gesamtschulen erworbenen Abiturs – auch unter Zentralabiturbedingungen – nicht gegeben ist, da der größte Teil der Abiturdurchschnittsnote nicht durch das Zentralabitur selbst, sondern in der Qualifikationsphase vorher festgelegt wird, wo keine Vergleichsstudien durchgeführt werden. Die BIJU-Studie des Max-Planck-Instituts für Bildungsforschung offenbarte sehr starke Leistungsrückstände der Gesamtschüler gegenüber Gymnasiasten und sogar Realschülern. Leistungsunterschiede wurden bereits zu Beginn der Klasse 7 festgestellt, die sich noch erheblich bis zum Ende der Klasse 10 vergrößerten. In dieser Klasse eilten nicht nur die Gymnasiasten, sondern auch die Realschüler den Gesamtschülern davon. Dass diese Rückstände der Gesamtschüler bis zum Abitur aufgeholt werden, ist sehr zweifelhaft. Seit der Einführung des Zentralabiturs in NRW zeigen sich auffällige Leistungsunterschiede zwischen Gesamtschülern und Gymnasiasten. Während viele Gymnasiasten sich im Zentralabitur gegenüber ihren Vornoten verbessern, verschlechtern sich viele Gesamtschüler. Im ersten Durchgang des Zentralabiturs in NRW erreichten die Gesamtschüler z. B. in den selbst gewählten Leistungskursen im Fach Mathematik nur eine durchschnittliche Punktzahl von 4,5 (Note ausreichend -). Bei den Gymnasiasten entsprach der Punktedurchschnitt im selben Fach in den Leistungskursen dagegen 8,1 Punkte. Zudem scheitern Gesamtschüler mit Abitur gegenüber denen, die das Abitur am Gymnasium erworben haben, ebenfalls überproportional häufig im Studium.
Die Langzeitstudie LIFE (Lebensverläufe von der späten Kindheit bis ins frühe Erwachsenenalter) des Erziehungswissenschaftlers Helmut Fend hat gezeigt, dass Gesamtschulen die soziale Selektivität reduzieren können. Dennoch hätten Arbeiterkinder, die eine hessische Gesamtschule besucht haben, keine besseren Berufschancen als Arbeiterkinder im gegliederten Schulsystem, weil der spätere familiale Einfluss Wirkung entfaltet: „Solange die Schule intern agieren kann, also die Kinder und Jugendlichen beisammen hat und sie nach Leistungen gruppiert, kann sie die soziale Selektivität durchaus reduzieren. Wenn es um die weiteren Bildungsstufen geht, um die risikobehafteten Entscheidungen beim Schulabschluss, bei der Ausbildung und bei den Berufslaufbahnen, dann verliert sich dieser schulische Einfluss, und die familiären Ressourcen in der Gestaltung der Entscheidungen treten in den Vordergrund.“ Diese Erkenntnisse bestätigen die soziologische Elitenforschung (Pierre Bourdieu, Michael Hartmann).